# برج کبوترصلواتی
برج کبوترصلواتی مربوط به اواخر دوره قاجار است و در شهرستان بناب، بخش مرکزی، دهستان بنای جوی غربی، روستای زوارق واقع شده و این اثر در تاریخ ۷ خرداد ۱۳۸۷ با شمارهٔ ثبت ۲۲۸۴۸ به‌عنوان یکی از آثار ملی ایران به ثبت رسیده است.